# Hasle-Løren IL
Hasle-Løren IL ist ein 1911 gegründeter norwegischer Sportverein aus Oslo, der vor allem für seine Eishockeyabteilung bekannt ist. Die Mannschaft spielt in der 1. divisjon und trägt ihre Heimspiele im Lørenhallen aus.  

## Geschichte
Der Hasle-Løren IL wurde 1911 gegründet. Die Eishockeyabteilung gehörte in der Saison 1934/35 zu den Gründungsmitgliedern der erstmals ausgetragenen norwegischen Eishockeymeisterschaft. In ihrer stärksten Phase konnte die Eishockeyabteilung in den 1970er Jahren drei Mal den norwegischen Meistertitel gewinnen (1971/72, 1973/74 und 1975/76). Seit dem Abstieg in die zweitklassige 1. divisjon in der Saison 1996/97 spielte die Mannschaft nicht mehr erstklassig und scheiterte mehrfach erst in der Relegation am Wiederaufstieg. 
Die Fußballabteilung des Vereins spielt in der drittklassigen PostNord-Ligaen.